# Chananel ben Chuschiel
Rabbi Elchanan oder Chananel ben Chuschiel (hebräisch רבי חננאל בן חושיאל) (* 990; † um 1055) von Kairouan war der Sohn von Chuschiel ben Elchanan. Er wird auch mit RaCh (ר"ח) bezeichnet, ein Akronym für Rabbi Chananel (רבי חננאל).
Er leitete eine bedeutende talmudische Hochschule in Kairouan. Chananel verfasste einen Kommentar zum ganzen babylonischen Talmud mit v. a. halachischem Erkenntnisinteresse, der noch teilweise erhalten ist, und zwar zu Mo'ed (ganz) sowie Naschim, Nesikin, Berachot. Der Kommentar enthält nicht nur Worterklärungen, sondern fasst die Diskussion zusammen und zieht Literatur heran zur Aufhellung des Textes. Neben seinem Vater bezieht sich Chananel auch auf Hai Gaon ben Scherira. Ein kleiner Teil seines Bibelkommentars ist noch erhalten. Er galt auch als Autorität in Gesetzesfragen, jedoch sind seine Entscheidungen nur noch in Zitaten bei anderen Gelehrten erhalten.
Sein Werk fand auch im christlichen Europa weite Verbreitung und verband so die dortigen, vor allem von Palästina beeinflussten jüdischen Gemeinden mit der babylonischen Tradition der Geonim sowie der nordafrikanischen Gelehrtenkultur.

## Werke
- Chananel ben Chuschiel: פירוש הר״ח/ Perush ha-Rach, hrsg. v. Dov Domb. Mosad ha-Rav Ḳuḳ, Jerusalem 1988.
- פירוש רבנו חננאל על מסכת פסחים/ Perush Rabenu Ḥananʾel ʿal masekhet pesaḥim, hrsg. v. Jakob Goldenthal. Brill, Paris 1868. (Digitalisat BSB München)
- Eliyahu Munk (Hrsg.): Mikraot Gedolot / Multi Commentary on The Torah. Hachut Hameshulash, 4 Bände, Lambda Publ., Jerusalem 2006 ff., ISBN 965-7108-34-9. (Auszüge aus den Kommentaren von Ḥananʾel ben Ḥushiʾel, Shemuʾel ben Meʾir, Daṿid Ḳimḥi, ʿOvadyah Ben-Yaʿaḳov)